# Mounir Lazzez
Mounir Lazzez‎ (16 de Novembro 1987) e um lutador tunisino que atualmente compete na categoría peso meio-medio do Ultimate Fighting Championship (UFC). E o primeiro lutador do UFC que nasceu e cresceu em um país árabe.
Foi o campeão dos meio-médios do Desert Force Championship em 2015.

## Biografia
Comecou sua carrera profisional em 2012 no Medio Oriente onde acumulou um recorde de 9-1. Ele assinou com o UFC em 2020 depois do que um amigo dele reconheceu Dana White em um restaurante e mostrou um video de suas lutas.
Mounir enfrentou Abdul Razak Alhassan na sua primeira luta no UFC em 16 de Julio 2020 no UFC on ESPN: Kattar vs. Ige. Ele venceu por decisao unánime e tambem gano o premio Luta da Noite
Ele perdeu sua próxima luta por TKO contra Warlley Alves em 20 de Janeiro 2021 no UFC on ESPN Chiesa vs Magny.
Sua terceira luta foi no UFC on ESPN: Luque vs.  Muhammad 2 em que ele derrotou Ange por decisão unânime em 16 de abril 2022

## Cartel no MMA
| Cartel no MMA   |             |            |
| 13 lutas        | 11 vitórias | 2 derrotas |
| Por nocaute     | 8           | 1          |
| Por finalização | 0           | 0          |
| Por decisão     | 3           | 1          |

| Res.    | Cartel | Oponente             | Método                              | Evento                                 | Data       | Round | Tempo | Local     | Notas                                                             |  |
| ------- | ------ | -------------------- | ----------------------------------- | -------------------------------------- | ---------- | ----- | ----- | --------- | ----------------------------------------------------------------- |  |
| Vitória | 11-2   | Ange Loosa           | Decisão (Unânime)                   | UFC on ESPN: Luque vs. Muhammad 2      | 15/04/2022 | 3     | 5:00  | Las Vegas |                                                                   |  |
| Derrota | 10-2   | Warlley Alves        | Nocaute Técnico (Socos)             | UFC on ESPN: Chiesa vs. Magny          | 10/01/2021 | 1     | 2:35  | Abu Dhabi |                                                                   |  |
| Vitória | 10-1   | Abdul Razak Alhassan | Decisão (Unânime)                   | UFC on ESPN: Kattar vs. Ige            | 15/07/2020 | 3     | 5:00  | Abu Dhabi | Catchweight 174 libras. Alhassan não bateu o peso. Luta da Noite. |  |
| Vitória | 9-1    | Arber Murati         | Nocaute Técnico (Joelhadas e Socos) | Probellum MMA Dubai: Lazzez vs. Murati | 7/02/2020  | 1     | 0:59  | Dubai     |                                                                   |  |
| Vitória | 8-1    | Sasha Palatnikov     | Nocaute Técnico (Socos)             | ADW: UAE Warriors 8                    | 18/10/2019 | 1     | 4:48  | Abu Dhabi |                                                                   |  |
| Derrota | 7-1    | Eldar Eldarov        | Decisão (Unânime)                   | Brave CF 23                            | 19/04/2019 | 5     | 5:00  | Amman     |                                                                   |  |
| Vitória | 7-0    | Dmitrijs Homjakovs   | Nocaute Técnico                     | Brave CF 16                            | 21/09/2018 | 2     | 4:15  | Abu Dhabi | Catchweight (176 livras)                                          |  |
| Vitória | 6-0    | Christophe Van Dijck | Decisão (Unânime)                   | Phoenix Fighting Championship 4: Dubai | 22/12/2017 | 3     | 5:00  | Dubai     |                                                                   |  |
| Vitória | 5-0    | Mohamad Ghorabi      | Nocaute Técnico (Socos)             | Desert Force 16                        | 23/03/2015 | 2     | 3:50  | Riade     | Ganhou o Cinturão BCF Super Lightweight                           |  |
| Vitória | 4-0    | Amr Fathee Wahman    | Nocaute (Chute na cabeça)           | Desert Force 11                        | 7/03/2014  | 1     | 2:00  | Manama    |                                                                   |  |
| Vitória | 3-0    | Anas Siraj Mounir    | Nocaute (Chute na cabeça)           | Desert Force 10                        | 27/01/2014 | 3     | 1:15  | Amman     |                                                                   |  |
| Vitória | 2-0    | Ashkan Mehrdadpoor   | Nocaute Técnico (Socos)             | Dubai FC 3                             | 16/11/2012 | 1     | 2:15  | Dubai     |                                                                   |  |
| Vitória | 1-0    | Andrew Connor        | Nocaute (Soco)                      | Dubai FC 2                             | 8/01/2012  | 1     | 0:54  | Dubai     |                                                                   |  |